# Fannie Flagg
Fannie Flagg, właśc. Patricia Neal (ur. 21 września 1944 w Birmingham w Alabamie) – amerykańska pisarka i aktorka. Zaczęła pisać i produkować programy telewizyjne w wieku dziewiętnastu lat, a następnie dała się poznać jako aktorka, scenarzystka i powieściopisarka.

## Życiorys
W 1980 roku występowała na Broadwayu w The Best Little Whorehouse in Texas, a także pojawiała się w filmach, między innymi Five Easy Pieces i Grease.
Jej pierwsza powieść Daisy Fay i cudotwórca przez dziesięć tygodni była na liście bestsellerów czasopisma „The New York Times”. Kolejna powieść – Smażone zielone pomidory – stała się światowym bestsellerem, a na jej podstawie powstał cieszący się ogromnym powodzeniem film pod tym samym tytułem z Jessicą Tandy, Mary Parker i Mary Stuart Masterson.
Flagg publicznie wyznała, iż jest dyslektyczką. Jest też lesbijką; przez pewien czas była partnerką pisarki Ritą Mae Brown, która ją wyoutowała. Przez pewien czas prasa spekulowała, że jest w związku z aktorem Dickiem Sargentem, plotkowano już o ich ślubie. Plotkarska bańka pękła, gdy wyszło na jaw, że Sargent jest gejem, a ich związek to po prostu zwykła przyjaźń.
Dość długo posiadała rezydencje w Birmingham i Fairhope. Obecnie mieszka w Kalifornii, jednak często wraca do Alabamy.

### Zakończenie kariery literackiej
Po publikacji książki Całe miasto o tym mówi autorka ogłosiła, że czuje się już zmęczona i nie będzie pisać kolejnych powieści, ponieważ zajmuje jej to za dużo czasu. Być może stworzy jeszcze jakieś opowiadania.

## Książki
- Daisy Fay i cudotwórca (Daisy Fay and the Miracle Man), 1981
- Smażone zielone pomidory (Fried Green Tomatoes at the Whistle Stop Cafe), 1987
- Witaj na świecie, Maleńka! (Welcome to the World, Baby Girl!), 1998 (w Elmwood Springs)
- Dogonić tęczę (Standing in the Rainbow), 2002 (w Elmwood Springs)
- Boże Narodzenie w Lost River (Redbird Christmas), 2004
- Nie mogę się doczekać kiedy wreszcie pójdę do Nieba (Can't Wait to Get to Heaven), 2006 (w Elmwood Springs)
- Wciąż o tobie śnię (I Still Dream About You. A Novel), 2010
- Babska stacja (The All-Girl Filling Station's Last Reunion), 2013
- Całe miasto o tym mówi (The Whole Town's Talking), 2016 (w Elmwood Springs)